# Верховцов, Дмитрий Николаевич
Дми́трий Никола́евич Верховцо́в (бел. Дзмі́трый Мікала́евіч Верхаўцо́ў; род. 10 октября 1986[…], Могилёв) — белорусский футболист, защитник.

## Клубная карьера
Начал заниматься футболом в 1993 году. Воспитанник могилёвских спортивных школ: СДЮШОР-7, ДЮСШ «Днепр». Первые тренеры — Николай Степанович Лукьянчиков и Валерий Семёнович Чаплыгин.
Выступал в «Нафтане» с 2004 года (позже капитан команды). В чемпионате Беларуси 2008 за «Нафтан» защитник провёл все 30 матчей без замен, был включён БФФ в список 22 лучших футболистов чемпионата Беларуси. В 2009 году вместе с «Нафтаном» он завоевал свой первый титул — Кубок Беларуси, забив победный гол в финальном матче с солигорским «Шахтёром».
В начале и в конце 2009 года Дмитрий проходил просмотры в киевском «Динамо» и «Селтике» соответственно, но переходы не состоялись. 15 января 2010 года Верховцов перешёл в латвийский «Вентспилс» и провёл там часть межсезонья. 15 марта 2010 года Дмитрий вернулся в «Нафтан» из-за того, что «Вентспилс» так и не выполнил оговорённые в контракте с «Нафтаном» условия перехода Верховцова. В декабре 2010 года он пытался трудоустроиться в английском «Эвертоне». 11 января 2011 года было сообщено, что Дмитрием интересуется «Кубань», которая отправляла в «Нафтан» трансферный запрос на него, а сам игрок отправлялся на предсезонный сбор «Кубани» в Турцию, где проходил медосмотр и проводил переговоры по поводу заключения контракта.
16 декабря 2011 года заключил 3-летний контракт с самарским клубом «Крылья Советов», покинул клуб по истечении срока соглашения (и вылета команды в ФНЛ).
18 июня 2014 года подписал 2-летний контракт с «Уфой», дебютантом Премьер-лиги. В составе клуба появлялся на поле нерегулярно, за полтора года провёл 20 матчей в Премьер-лиге. 25 января 2016 года по обоюдному согласию сторон расторг контракт с «Уфой».
29 января 2016 подписал 1,5-летний контракт с «Короной». Однако, закрепиться в польской команде не смог, появлялся на поле эпизодически. В конце 2016 года был отстранён от основной команды, тренировался с дублирующим составом. В марте 2017 года разорвал контракт с клубом.
7 марта 2017 года перешёл в гродненский «Неман». Начало сезона 2017 пропустил из-за травмы, с июня начал появляться на поле. В январе 2018 года стало известно, что Верховцов покидает «Неман».

## Карьера в сборной
Участник молодёжного чемпионата Европы 2009 в Швеции.
В национальной сборной Беларуси дебютировал 2 июня 2008 года в товарищеском матче со
сборной Финляндии в Турку (1:1). Дважды отличился забитым голом в отборочном турнире чемпионата мира 2010: 10 сентября 2008 года в матче против сборной Андорры в Андорра-ла-Велье (3:1) и 12 августа 2009 года в матче против сборной Хорватии в Минске (1:3).
| №  | Дата             | Оппонент             | Счёт | Голы | Пасы | Карточки | Минуты | Соревнование             |
| -- | ---------------- | -------------------- | ---- | ---- | ---- | -------- | ------ | ------------------------ |
| 1  | 2 июня 2008      | Финляндия            | 1:1  | —    | —    | —        | 90'    | Товарищеский матч        |
| 2  | 2 августа 2008   | Аргентина            | 0:0  | —    | —    | —        | 90'    | Товарищеский матч        |
| 3  | 6 сентября 2008  | Украина              | 0:1  | —    | —    | —        | 90'    | Отбор ЧМ-2010 (группа 6) |
| 4  | 10 сентября 2008 | Андорра              | 3:1  | 1    | —    | 66'      | 90'    | Отбор ЧМ-2010 (группа 6) |
| 5  | 15 сентября 2008 | Англия               | 1:3  | —    | —    | —        | 90'    | Отбор ЧМ-2010 (группа 6) |
| 6  | 19 ноября 2008   | Кипр                 | 1:2  | —    | —    | —        | 90'    | Товарищеский матч        |
| 7  | 6 июня 2009      | Андорра              | 5:1  | —    | —    | —        | 90'    | Отбор ЧМ-2010 (группа 6) |
| 8  | 12 августа 2009  | Хорватия             | 1:3  | 1    | —    | —        | 90'    | Отбор ЧМ-2010 (группа 6) |
| 9  | 5 сентября 2009  | Хорватия             | 0:1  | —    | —    | 75'      | 90'    | Отбор ЧМ-2010 (группа 6) |
| 10 | 10 октября 2009  | Казахстан            | 4:0  | —    | —    | —        | 90'    | Отбор ЧМ-2010 (группа 6) |
| 11 | 14 октября 2009. | Англия               | 0:3  | —    | —    | —        | 90'    | Отбор ЧМ-2010 (группа 6) |
| 12 | 18 ноября 2009   | Черногория           | 0:1  | —    | —    | 68'      | 22'    | Товарищеский матч        |
| 13 | 3 марта 2010     | Армения              | 3:1  | —    | —    | —        | 3'     | Товарищеский матч        |
| 14 | 27 мая 2010      | Гондурас             | 2:2  | —    | —    | —        | 3'     | Товарищеский матч        |
| 15 | 2 июня 2010      | Швеция               | 0:1  | —    | —    | —        | 20'    | Товарищеский матч        |
| 16 | 17 ноября 2010   | Оман                 | 4:0  | —    | —    | —        | 10'    | Товарищеский матч        |
| 17 | 3 июня 2011      | Франция              | 1:1  | —    | —    | —        | 90'    | Отбор ЧЕ-2012 (группа D) |
| 18 | 7 июня 2011      | Люксембург           | 2:0  | —    | —    | —        | 90'    | Отбор ЧЕ-2012 (группа D) |
| 19 | 10 августа 2011  | Болгария             | 1:0  | —    | —    | —        | 83'    | Товарищеский матч        |
| 20 | 2 сентября 2011  | Босния и Герцеговина | 0:2  | —    | —    | —        | 90'    | Отбор ЧЕ-2012 (группа D) |
| 21 | 6 сентября 2011  | Босния и Герцеговина | 0:1  | —    | —    | —        | 90'    | Отбор ЧЕ-2012 (группа D) |
| 22 | 7 октября 2011   | Румыния              | 2:2  | —    | —    | 51'      | 90'    | Отбор ЧЕ-2012 (группа D) |
| 23 | 11 октября 2011  | Польша               | 0:2  | —    | —    | —        | 46'    | Товарищеский матч        |
| 24 | 15 ноября 2011   | Ливия                | 1:1  | —    | —    | —        | 90'    | Товарищеский матч        |
| 25 | 29 февраля 2012  | Молдова              | 0:0  | —    | —    | —        | 90'    | Товарищеский матч        |
| 26 | 15 августа 2012  | Армения              | 2:1  | —    | —    | 80'      | 90'    | Товарищеский матч        |
| 27 | 7 сентября 2012  | Грузия               | 0:1  | —    | —    | —        | 90'    | Отбор ЧМ-2014 (группа I) |
| 28 | 11 сентября 2012 | Франция              | 1:3  | —    | —    | 31'      | 70'    | Отбор ЧМ-2014 (группа I) |
| 29 | 16 октября 2012  | Грузия               | 2:0  | —    | —    | —        | 90'    | Отбор ЧМ-2014 (группа I) |
| 30 | 14 ноября 2012   | Израиль              | 2:1  | —    | —    | 49'      | 44'    | Товарищеский матч        |
| 31 | 6 февраля 2013   | Венгрия              | 1:1  | —    | —    | —        | 90'    | Товарищеский матч        |
| 32 | 21 марта 2013    | Иордания             | 0:1  | —    | —    | —        | 90'    | Товарищеский матч        |
| 33 | 25 марта 2013    | Канада               | 2:0  | —    | —    | —        | 90'    | Товарищеский матч        |
| 34 | 3 июня 2013      | Эстония              | 2:0  | —    | —    | —        | 90'    | Товарищеский матч        |
| 35 | 11 июня 2013     | Финляндия            | 1:1  | 1    | —    | —        | 90'    | Отбор ЧМ-2014 (группа I) |
| 36 | 14 августа 2013  | Черногория           | 1:1  | —    | —    | —        | 90'    | Товарищеский матч        |
| 37 | 6 сентября 2013  | Кыргызстан           | 3:1  | —    | —    | —        | 90'    | Товарищеский матч        |
| 38 | 10 сентября 2013 | Франция              | 2:4  | —    | —    | —        | 77'    | Отбор ЧМ-2014 (группа I) |
| 39 | 11 октября 2013  | Испания              | 1:2  | —    | —    | 93'      | 90'    | Отбор ЧМ-2014 (группа I) |
| 40 | 15 октября 2013  | Япония               | 1:0  | —    | —    | —        | 90'    | Товарищеский матч        |
| 41 | 15 ноября 2013   | Албания              | 0:0  | —    | —    | —        | 90'    | Товарищеский матч        |
| 42 | 5 марта 2014     | Болгария             | 1:2  | —    | —    | 74'      | 76'    | Товарищеский матч        |
| 43 | 9 октября 2014   | Украина              | 0:2  | —    | —    | —        | 90'    | Отбор ЧЕ-2016 (группа C) |
| 44 | 12 октября 2014  | Словакия             | 1:3  | —    | —    | 49'      | 90'    | Отбор ЧЕ-2016 (группа C) |

Итого: сыграно матчей: 44 / забито голов: 3; побед: 14, ничьи: 11, поражения: 19.

## Достижения
«Нафтан»
- Обладатель Кубка Беларуси: 2008/09